# Ronde van Spanje 1957
De 12e editie van de Ronde van Spanje ging op 26 april 1957 van start in Bilbao, in het noorden van Spanje. Na 2967 kilometer en 16 etappes werd op 13 mei ook weer in Bilbao gefinisht. De ronde werd gewonnen door de Spanjaard Jesús Loroño. 

## Eindklassement
Jesús Loroño werd winnaar van het eindklassement van de Ronde van Spanje van 1957 met een voorsprong van 8 minuten en 11 seconden op Federico Bahamontes. In de top tien eindigden vijf Spanjaarden. De beste Belg was Jean Adriaensens met een 7e plek in het eindklassement.
| Rang | Renner                       | Land      | Tijd       |
| ---- | ---------------------------- | --------- | ---------- |
| 1    | Jesús Loroño                 | Spanje    | 84u 44'06" |
| 2    | Federico Bahamontes          | Spanje    | + 8'11"    |
| 3    | Bernardo Ruiz                | Spanje    | + 9'34"    |
| 4    | José Manuel Ribeiro Da Silva | Portugal  | + 14'32"   |
| 5    | Raphael Geminiani            | Frankrijk | + 17'07"   |
| 6    | Francisco Moreno             | Spanje    | + 18'43"   |
| 7    | Jean Adriaensens             | België    | + 19'38"   |
| 8    | Pasquale Fornara             | Italië    | + 23'48"   |
| 9    | Gastone Nencini              | Italië    | + 25'59"   |
| 10   | Salvador Botella             | Spanje    | + 28'06"   |

## Etappe-overzicht
| Etappe | Van - naar             | Km       | Etappewinnaar       | Klassementsleider   |
| ------ | ---------------------- | -------- | ------------------- | ------------------- |
| 1      | Bilbao - Vitoria       | 158      | Miguel Chacón       | Miguel Chacón       |
| 2      | Vitoria - Santander    | 220      | Carmelo Morales     | Carmelo Morales     |
| 3      | Santander - Mieres     | 259      | Federico Bahamontes | Federico Bahamontes |
| 4      | Mieres - León          | -        | Geannuleerd         | Federico Bahamontes |
| 5      | León - Valladolid      | 172      | Roger Hassenforder  | Federico Bahamontes |
| 6      | Valladolid - Madrid    | 212      | Miguel Chacón       | Salvador Botella    |
| 7      | Madrid                 | 200      | Jan Adriaensens     | Francisco Moreno    |
| 8      | Madrid - Cuenca        | 159      | Roger Walkowiak     | Federico Bahamontes |
| 9      | Cuenca - Valencia      | 249      | Rino Benedetti      | Federico Bahamontes |
| 10     | Valencia - Tortosa     | 192      | Bruno Tognaccini    | Jesús Loroño        |
| 11     | Tortosa - Barcelona    | 199      | Gilbert Bauvin      | Jesús Loroño        |
| 12     | Barcelona - Zaragoza   | 229      | Mario Baroni        | Jesús Loroño        |
| 13     | Zaragoza - Huesca      | 85 (ITT) | Jesús Loroño        | Jesús Loroño        |
| 14     | Huesca - Bayona        | 249      | Antonio Ferraz      | Jesús Loroño        |
| 15     | Bayona - San Sebastian | 199      | Roger Baens         | Jesús Loroño        |
| 16     | San Sebastian - Bilbao | 193      | Antonio Suárez      | Jesús Loroño        |